# Struktura ekosistema
Struktura ekosistema je način urejanja elementov in je posledica odvisnosti med njimi.
Strukturo ekosistema po navadi opisujemo glede slojevitosti ekosistema in njegovo trofično strukturo.
V vsakem tem sloju pa imajo vlogo točno določene razmere oz., življenjske razmere, kot jih mi poznamo in imenujemo:
(vlaga, temperatura, gibanje zraka, osvetlitev ter vsebnost kisika in ogljikovega dioksida).
V teh slojih pa živijo zanj značilni tako živalski kot rastlinski organizmi.
Nekatere vrste rastlin so lahko povezane z enim slojem, ali pa se lahko pojavljajo v različnih slojih.prav tako pa vse to velja tudi za živali in sicer lahko so povezane v en sloj ali pa v več različnih slojev.
V našem kopenskem ekosistemu je najizrazitejša slojevitost vidna v gozdi strukturi, v katerem  poznamo pet slojev teh plasti in sicer prvi sloj je talni sloj in je sestavljen iz zemlje in organizmov, ki so v zemlji sami, drugi sloj je sloj, ki ga sestavlja površina tal z opadom in živimi organizmi, tretji sloj je sestavljen iz zelišč, četrti sloj je zgrajen  in sestavljen iz podrasti in pa peti sloj, ki pa je sestavljen iz drevesnih debel in krošenj.
V vodnih ekosistemih pa je sama slojevitost povezana z razlikami svetlobe v vodi oz., globinski osvetlitvi v vodi.
V zgornjem sloju vode kjer je zadosti svetlobe poteka fotosinteza, v globjem sloju vode kjer pa svetlobe ni oz., je slabo osvetljena pa se razkraja organska snov.
Slojevitost v vodi pa lahko opazujemo tudi na podlagi sprememb v navpični razdelitvi planktona.
Vse te sloje ekosistema pa združuje kroženje  snovi.